# Amt Lebus (Kurmark)
Das Amt Lebus war ein hochstiftisch-lebusisches, dann kurfürstlich-brandenburgisches und später königlich-preußisches Domänenamt mit Sitz in Lebus (Landkreis Märkisch-Oderland, Brandenburg). Es wurde im Laufe des 18. Jahrhunderts in mehrere kleinere Ämter aufgespalten. Das (Rest-)Amt Lebus wurde 1872/74 aufgelöst. Das Amtsvorwerk in Lebus wurde Staatsdomäne und erst 1913 parzelliert und verkauft.

## Geschichte
Schon die Bischöfe von Lebus ließen ihren weltlichen Besitz (Hochstift Lebus) durch zwei Ämter, die Ämter Fürstenwalde und Lebus verwalten. 1598 zog der brandenburgische Kurfürst Joachim Friedrich das Bistum Lebus ein und vereinigte es mit der Mark Brandenburg. Er übernahm zunächst die Verwaltungsgliederung des Bistums, d. h. die eingezogenen weltlichen Güter des Bistums Lebus (Hochstift) wurden weiterhin von den zwei Ämtern Fürstenwalde und Lebus verwaltet, nun als landesherrliche Domänenämter. Das Amt Lebus hatte seinen Sitz im Vorwerk Lebus in Lebus. Im Rechnungsjahr 1563/64 erwirtschaftete das Amt Lebus einen Reinertrag von 9645 Gulden 24 Groschen und 2 Pfennigen.
1731 wurden vom Amt Lebus die Ämter Wollup und Golzow, 1736 das Frauendorf abgetrennt. Es verlor dadurch mehr als die Hälfte seines Verwaltungsgebietes. Später wurden von diesen neuen Ämtern wiederum weitere Teile als eigene Ämter abgespalten. Das frühere Amtsgebiet des Amtes Lebus lag im Gebiet des heutigen Landkreises Märkisch-Oderland (Brandenburg) sowie in der Neumark, heute Woiwodschaft Lebus. Das spätere königlich-preußische Domänenamt Lebus war somit nur noch ein kleiner Rest des ursprünglich hochstiftisch-lebusischen Amtes. Es wurde 1872/74 aufgelöst. Das frühere Amtsvorwerk des Amtes Lebus blieb Staatsdomäne und wurde bis 1901 verpachtet. Nach kommissarischer Verwaltung wurde es 1913 endgültig aufgelöst, der Grundbesitz parzelliert.

### Zugehörige Orte um 1600 und spätere Erwerbungen bis 1731
- Alt Langsow. Der Ort war alter bischöflicher Besitz.
- Alt Mahlisch (heute Ortsteil der Gem. Fichtenhöhe). Der Ort kam 1308 aus markgräflichem Besitz an den Bischof von Lebus.
- Alt Podelzig. In dem Ort hatte bereits 1496 das Domkapitel einen Hof mit vier Hufen, der vielleicht identisch ist mit dem 1405 genannten Zinshof des Bischofs von Lebus. 1666 konnte das Amt Lebus einen Anteil aus bürgerlichem Besitz erwerben. 1674 folgte ein weiterer kleiner Anteil aus adligem Besitz. Das Amt Lebus hatte hier aber nur Teilbesitz, der größere Anteil war in adligem Besitz.
- Brückmühle. Die Wassermühle bei Lebus war schon 1405 im Besitz des Bischofs von Lebus, jedoch verlehnt. Die Einzelsiedlung ging im Stadtgebiet von Lebus auf.
- Frauendorf (heute Pamięcin, Górzyca). Der Ort kam 1367 in den Besitz des Bistums Lebus. Vorher war er im Besitz der Gebrüder Sack als Lehen des Markgrafen. Markgraf Otto V. vereignete das Dorf und das Vorwerk Pannezyn mit allen Rechten dem Bischof von Lebus. 1736 wurde im Ort das Amt Frauendorf eingerichtet.
- Genschmar (Ortsteil der Gemeinde Bleyen-Genschmar). War alter bischöflicher Besitz.
- Göritz (heute Górzyca). Der Ort war bereits 1252 im Besitz des Bistums. 1276 verlegte Bischof Wilhelm II. den Bischofssitz von Lebus nach Göritz, 1326 wurde die Bischofskirche zerstört; später wurde der Bischofssitz nach Fürstenwalde verlegt.
- Gohlitz (heute Golice, Górzyca). Der Ort wurde 1317 von den Markgrafen Waldemar und Johann V. dem Bischof von Lebus geschenkt.
- Golzow. Der Ort kam schon 1308 an das Hochstift Lebus.
- Groß Lübbichow (Lubiechnia Wielka). Der Ort war alter Besitz des Bistums Lebus. Er kam 1736 zum Amt Frauendorf, 1784 wurde es zum Amt Neuendorf verlegt.
- Groß Rade (heute Radów, Rzepin). 1317 von den Markgrafen Waldemar und Johann geschenkt.
- Hathenow (heute Ortsteil der Gem. Alt Tucheband). Der Ort war alter bischöflicher Besitz.
- Kienitz (Ortsteil der Gem. Letschin). Friedrich Wilhelm I. kaufte 1721 halb Kienitz vom Hauptmann August Gerhard von der Marwitz. 1722 erwarb der Kurfürst auch die andere Hälfte des Dorfes von Deichhauptmann von Pfuhl. Der Ort wurde zuerst dem Amt Lebus zugeordnet. 1731 kam es zum Amt Wollup, bevor es 1744 ein selbständiges Amt (Amt Kienitz) wurde.
- Kienitz (Wohnplatz im Ortsteil Kienitz der Gem. Letschin), Amtsvorwerk
- Kietz (bei Lebus). Kam zusammen mit der Stadt Lebus 1354 an den Bischof von Lebus.
- Klein Rade (heute Radówek, Górzyca). 1317 von den Markgrafen Waldemar und Johann dem Bischof geschenkt.
- Lässig (heute Laski Lubuskie, Górzyca). Der Ort gehörte 1317 zur Schenkung der Markgrafen Waldemar und Johann an den Bischof.
- Lebus. 1354 kam die Stadt in den Besitz des Bischofs von Lebus.
- Letschin. etwas abseits des Dorfes lag das Freigut Letschin. Der Ort war bis 1379 in markgräflichem Besitz. Er kam in diesem Jahr an das Hochstift Lebus.
- Libbenichen (Ortsteil der Gemeinde Lindenberg). Der Ort kam 1499 in den direkten Besitz des Bischofs von Lebus.
- Mallnow (Ortsteil der Stadt Lebus). Der Bischof von Lebus erwarb 1505 drei Viertel von Mallnow aus Adelsbesitz, 1513 auch das restliche Viertel.
- Manschnow (Ortsteil der Gemeinde Küstriner Vorland). Der Bischof von Lebus wurde 1537 Lehensherr über das Dorf, das jedoch im Besitz von Vasallen war. Erst 1650 kam es in den direkten Besitz des Amtes Lebus.
- Mittelmühle, in der Nähe von Lebus. Die Wassermühle bei Lebus war alter bischöflicher Besitz.
- Ötscher (heute Owczary, Górzyca). 1317 von den Markgrafen Waldemar und Johann geschenkt.
- Podelzig. Der Ort war bis 1354 markgräflich und kam in diesem Jahr in den Besitz des Bischofs von Lebus.
- Rathstock (Ortsteil der Gem. Alt Tucheband). Eine Hälfte des Ortes kam 1665 an das Amt Lebus.
- Säpzig (heute Żabice, Górzyca), 1317 von den Markgrafen Waldemar und Johann geschenkt.
- Sachsendorf (heute ein Ortsteil der Gemeinde Lindendorf). Der Ort war alter bischöflicher Besitz. 1737 wurde hier das Amt Sachsendorf eingerichtet.
- Schönfließ (heute Ortsteil der Stadt Lebus). Der Ort war bis 1354 markgräflich und kam dann in den Besitz des Bischofs von Lebus.
- Seefeld (heute Sienno, Ośno Lubuskie), 1317 von den Markgrafen Waldemar und Johann geschenkt.
- Seelow. Die Stadt war schon 1317 im Besitz des Bischofs von Lebus.
- Spudlow (heute Spudłów, Górzyca). 1317 von den Markgrafen Waldemar und Johann geschenkt.
- Stenzig (heute Stańsk, Górzyca), 1317 von den Markgrafen Waldemar und Johann geschenkt.
- Storkow (heute Starków, Rzepin). 1413 durch Bischof Johann von dem Ritter Heinrich von Ownitz erkauft.
- Werder (heute ein Gemeindeteil von Lindendorf). Der Ort war alter bischöflicher Besitz.
- Werbig (heute ein Ortsteil von Seelow). Der Ort war bis 1311 im markgräflichen Besitz, danach in bischöflichem Besitz.
- Wilhelmsaue (heute ein Gemeindeteil von Letschin). Die Kolonie und das Erbpachtsvorwerk wurden 1723/4 noch zu Zeiten der Zugehörigkeit zum Amt Lebus angelegt und 1731 dem Amt Wollup unterstellt.
- Wollup (heute Ortsteil der Gem. Letschin). Im Vorwerk wurde 1731 das Amt Wollup eingerichtet.
- Wuhden (heute Ortsteil der Gemeinde Podelzig). Der Ort war schon vor 1252 im direkten Besitz des Bischofs von Lebus.
- Zechin. Der Ort war bis 1312 markgräflicher Besitz und ging in diesem Jahr in den direkten Besitz des Bischofs von Lebus über.
- Zernickow (heute Wohnplatz der Stadt Seelow). Der Ort war bis 1317 markgräflich. In diesem Jahr ging er in den Besitz des Bischofs von Lebus über.
- Zeschdorf. Der Ort kam 1504 und 1512 in den Besitz des Bischofs von Lebus. 1839 wurde er an das Amt Frankfurt/Oder abgetreten.
- Zweinert (heute Świniary, Ośno Lubuskie), 1317 von den Markgrafen Waldemar und Johann.

### Abspaltung kleinerer Ämter (ab 1731)
Die Orte Alt Langsow, Alt Wustrow, Friedrichsaue, Genschmar, Kienitz, Letschin, Werbig, Wilhelmsaue, Wollup und Zechin wurden 1731 vom Amt Lebus abgetrennt und in ein eigenes Amt, Amt Wollup überführt, von dem 1743 wiederum Friedrichsaue, Genschmar, Alt Langsow und Werbig als Amt Friedrichsaue abgetrennt wurden. 1744 wurde auch Kienitz, Groß Barnim und Alt Wustrow abgespalten und ein neues Amt Kienitz gebildet. 1801 wurden die westlich der Oder gelegenen Teile des überwiegend östlich der Oder gelegenen Amtes Zellin abgetrennt und dem Amt Kienitz zugeschlagen. Dafür erhielt das Amt Zellin den Ort Klossow.
Die Orte Golzow, Hathenow, Libbenichen, Mallnow, Manschnow, Rathstock, Sachsendorf, Seelow, Werder, Wuhden und Zernickow wurden ebenfalls 1731 vom Amt Lebus abgetrennt und bildeten das neue Amt Golzow. Mallnow und Wuhden wurden bereits 1737 wieder dem Amt Lebus zugewiesen. 1737 wurde vom Amt Golzow wiederum die Orte Libbenichen, Sachsendorf, Seelow und Werder abgeteilt; sie bildeten das neue Amt Sachsendorf. 1815 wurde das Amt Golzow aufgelöst und die meisten amtsangehörigen Orte dem Amt Sachsendorf zugewiesen. Golzow wurde 1839 wieder vom Amt Sachsendorf abgetrennt und an das Amt Friedrichsaue überwiesen.
Die Orte Frauendorf, Göritz, Gohlitz, Lässig, Oetscher, Groß Rade, Klein Rade, Säpzig, Seefeld, Spudlow, Stenzig, Zweinert und Storkow wurden 1736 vom Amt Lebus abgetrennt; zur Verwaltung dieser Orte wurde das Amt Frauendorf geschaffen.

### Zugehörige Orte um 1800 bis zur Auflösung des Amtes
nach Bratring
- Alt Mahlisch.
- Alt Podelzig.
- Brückmühle. 1818 von der Stadt Lebus gekauft und aus der Amtsverwaltung ausgeschieden.
- Lebus, Amtssitz und drei Vorwerke: "Höhenvorwerk" (nach Brand und Wiederaufbau 1823 Elisenberg genannt[3]), das Wiesenvorwerk (rechts/östlich der Oder) und das Vorwerk Busch (ca. 4 km nordöstlich vom Stadtkern oderabwärts), sowie eine entfernt liegende Ziegelei (1883 aufgegeben[3]).
- Lebus, Kolonie, (später Neu Lebus genannt, heute Nowy Lubusz, Stadt- und Landgemeinde Słubice). Die Kolonie wurde 1765 und 1784 auf Amtsgebiet angelegt.
- Kietz (bei Lebus). In der Stadt Lebus aufgegangen.
- Fährkrug bei Lebus. Existiert nicht mehr. 1805 erstmals erwähnt, nach 1840 wurde das Wohngebäude abgebrochen.
- Mallnow. Der Ort gehörte von 1731 bis 1737 zum Amt Golzow.
- Mittelmühle, in der Nähe von Lebus. Die Wassermühle wurde 1818 an die Stadt Lebus verkauft und schied aus der Verwaltung des Amtes Lebus aus.
- Neu Mahlisch (Ortsteil der Gemeinde Lindendorf). Die Siedlung wurde 1784 gegründet.
- Neu Podelzig. Die Kolonie wurde 1776 auf Amtsgebiet angelegt. Sie kam 1839 an das Amt Frankfurt/Oder.
- Neues Vorwerk, bei Alt Mahlisch.
- Neuzeschdorf (1803: Kolonie)(Gemeindeteil von Zeschdorf). Die Kolonie wurde 1775/77 auf Amtsgebiet aufgebaut.
- Schönfließ.
- Wuhden. Der Ort gehörte von 1731 bis 1737 zum Amt Golzow.
- Zeschdorf. 1839 wurde der Ort an das Amt Frankfurt/Oder abgetreten.

## Amtleute und Pächter
- 1496 Hans von Eychendorf[4]
- 1503 Jakob von Ziesar von Buckow[4]
- 1506, 1514 Hartwich von Ilow auf Klauswalde und Schmagorei[4]
- 1531 Busse von Milow auf Stansdorf in der Herrschaft Storkow[4]
- 1542, 1548, 1554, 1560, 1563, 1566 Georg Rohr[4]
- 1576 Kaspar Flans[4]
- 1576, 1588, 1591, 1593, 1595 Georg Rohr aus Neuhausen und Freyenstein
- 1596 Kaspar Wulf/von Wulfen, auf Steinhöfel, Tempelberg und Kersdorf[4]
- 1599 Kersten von Rohr[5]
- Kaspar Flans, Amtshauptmann der Ämter Fürstenwalde und Lebus[6]
- um 1676 Bodo von Gladebeck (1620–1681), Amtshauptmann von Lebus und Fürstenwalde[7]
- 1766–75 Carl Gottlieb Gülle, Kriegsrat[8][9]
- 1798 Gülle, Oberamtmann[10]
- 1804–06 Gülle (Sohn des Carl Gottlieb), Oberamtmann[11]
- 1812 Normann, Oberamtmann
- 1818 Nordmann (sic), Oberamtmann[12]
- 1820 bis 1863 August Gans(s)auge
- 1859–85 Emil Gansauge, Amtsrat[13]